# برونو کابرریزو
برونو کابرریزو (پرتغالی: Bruno Cabrerizo؛ زادهٔ ۱۹ ژوئیهٔ ۱۹۷۹) فوتبالیست سابق، مانکن و بازیگر اهل برزیل است.
از باشگاه‌هایی که در آن بازی کرده‌است می‌توان به باشگاه فوتبال آلساندریا و باشگاه فوتبال ساگان توسو اشاره کرد.
از فیلم‌ها یا مجموعه‌های تلویزیونی که وی در آن‌ها نقش داشته است می‌توان به پدر ماتئو اشاره نمود.